# エドゥアール・ラロ
ヴィクトール・アントワーヌ・エドゥアール・ラロ（Victor Antoine Édouard Lalo, 1823年1月27日 - 1892年4月22日）は、フランスの作曲家、ヴァイオリンおよびヴィオラ奏者。リール生まれ。スペイン交響曲（ヴァイオリン協奏曲第2番に当たる）、チェロ協奏曲が有名。オペラ『イスの王様』は、今日ではまず全曲が上演されることはないが、その序曲はフランス・オペラの序曲集といった版などにも収められていることがある。

## 経歴
- 祖父の代まではスペイン人（バスク系）だった。
- リール音楽院を経て1839年にパリへ出てプライヴェートで学ぶ。ヴァイオリンをアブネックに、シュールホフらに作曲を師事する。パリ音楽院には生徒としても教師としても縁がなかった。
- 1845年から作曲を開始する。1848年から1849年に数曲の歌曲を出版するが失敗。室内楽も試みたが、これも同様だったため、しばらく作曲から遠ざかる。
- 1855年に仲間と弦楽四重奏団を結成し、ヴィオラの担当として活躍。
- 1865年にアルト歌手と結婚。そのことに元気づけられ、作曲の意欲が再燃。
- 1874年に『ヴァイオリン協奏曲第1番 ヘ長調』をパブロ・デ・サラサーテのヴァイオリンにより初演し、大成功する。
- その後も『スペイン交響曲』や『ノルウェー幻想曲』などがサラサーテによって初演され、ラロの人気は高まる。

性格ははなはだまじめであり、室内楽に熱意を注いでいた。

## 主な作品
- 管弦楽作品
  - 交響曲 ト短調
  - ディヴェルティスマン
  - 管弦楽のためのスケルツォ
  - ノルウェー狂詩曲

- 協奏的作品（独奏と管弦楽のための作品）
  - ヴァイオリン協奏曲第1番 ヘ長調 作品20
  - 『スペイン交響曲』 ニ短調 作品21（ヴァイオリン協奏曲第2番）
  - 『ロシア協奏曲』 ト短調 作品29（ヴァイオリン協奏曲第4番）
  - 『ノルウェー幻想曲（英語版）』 イ長調（ヴァイオリン協奏曲第3番）
  - チェロ協奏曲 ニ短調
  - ピアノ協奏曲 ヘ短調

- 室内楽曲
  - ピアノ三重奏曲第1番 ハ短調 作品7
  - ピアノ三重奏曲第2番 ロ短調　
  - ピアノ三重奏曲第3番 イ短調 作品26
  - 弦楽四重奏曲 変ホ長調 作品45
  - ヴァイオリンソナタ ニ長調 作品12
  - ギター ロ短調 作品28
  - 2つの小品 作品14

- オペラ
  - フィエスク（英語版）
  - イスの王様
  - ジャックリーの乱（英語版）（フランスでの農民反乱を題材とするオペラ、未完だがアルチュール・コカール（英語版）により補筆完成された。）

- バレエ
  - ナムーナ

- ピアノ曲
  - 母と子